# Köllitsch

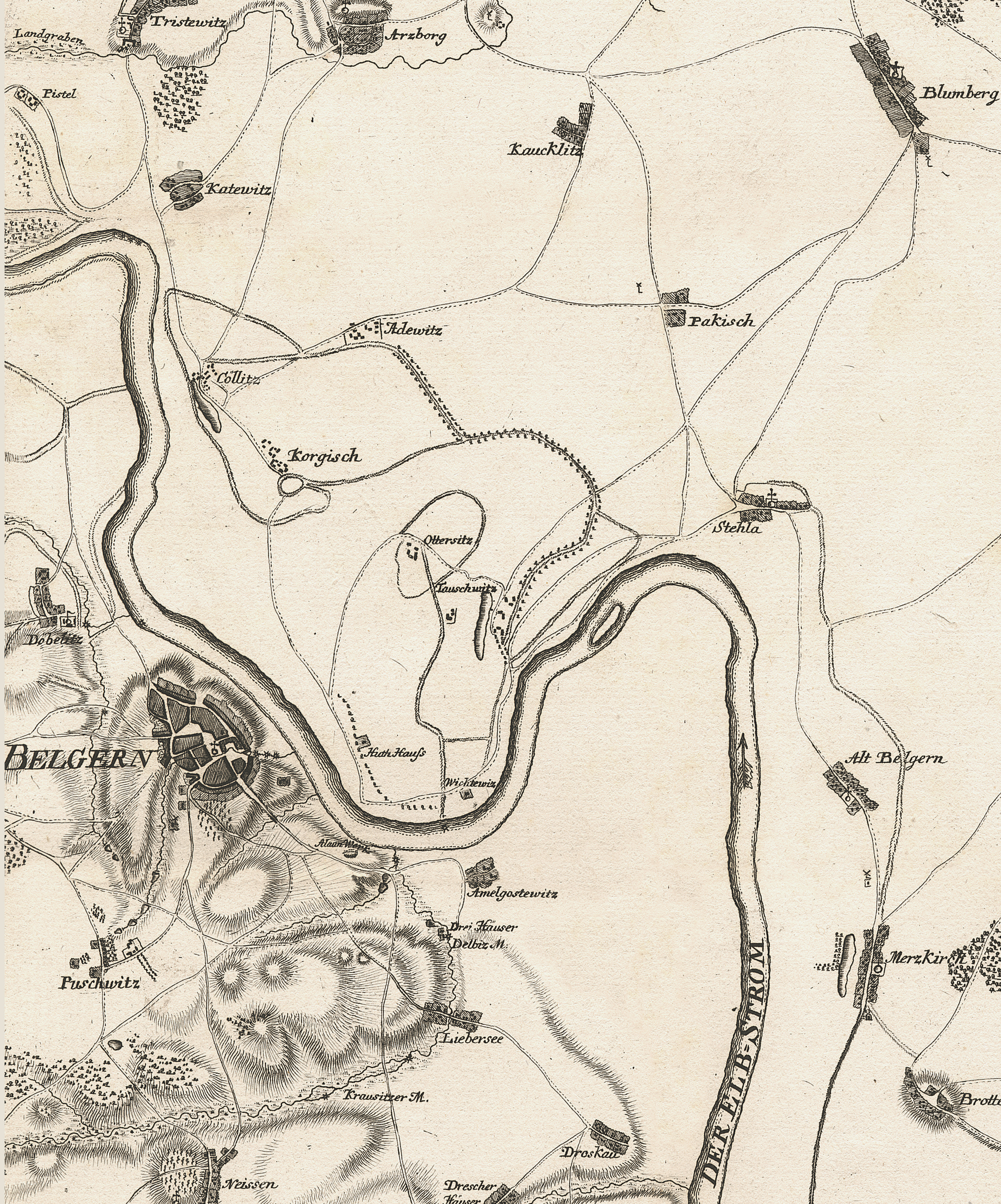
„Cöllitz“ auf einer Karte von Isaak Jacob von Petri um 1762

Köllitsch auf einer geschichtlichen Karte des Kreises Liebenwerda (1910).

Köllitsch ist ein Ortsteil der Gemeinde Arzberg im Landkreis Nordsachsen in Sachsen.

## Lage
Der Ortsteil Köllitsch liegt südöstlich der Stadt Torgau und südwestlich des Ortes Arzberg östlich der Elbe. Die Niederung der Elbe mit seinen Wiesen und den etwas höher liegenden Ackerflächen ergeben das ländliche Umfeld. Mit Ortsverbindungswegen hat das Dorf Anschluss an die Bundesstraße 183 und an die Kreisstraße 8914.

## Geschichte
Der Ort wurde 1314 erstmals urkundlich erwähnt. Weitere Schreibweisen waren Coldicz, Keltz, Cöltzsch. Den deutschen Ortsnamen kann man als Strauchwerk, kleiner Wald deuten. Bis 1937 lautete die amtliche Schreibweise des Ortsnamens Cöllitzsch.
Die Gerichtsbarkeit über den Ort, der 1827 nur aus drei Höfen bestand, teilten sich bis 1849 die beiden benachbarten Rittergüter Oelzschau und Arzberg. Durch die Verbindung mit Korgitzsch wurde das Gut des Rittmeisters Wilhelm Petzsch das größte Gut des Ortes. Es hatte 1929 Grundbesitz in Größe von 388 ha.
Auf dem ehemaligen Gut mit Lehrausbildung befindet sich heute ein Lehr- und Versuchsgut des Sächsischen Landesamtes für Umwelt, Landwirtschaft und Geologie. Im Ortsteil leben etwa 100 Einwohner.

## Persönlichkeiten des Ortes
- Paul Dreibrodt (1905 in Köllitsch – 1945 in Bützow), kommunistischer Widerstandskämpfer gegen den Nationalsozialismus und Opfer des Faschismus